# Melanella polita
Melanella polita är en snäckart som först beskrevs av Linneaus 1758.  Melanella polita ingår i släktet Melanella, och familjen Eulimidae. Enligt den svenska rödlistan är arten otillräckligt studerad i Sverige. Arten förekommer i Götaland. Artens livsmiljö är havet.